# Erotisk konst
| Erotisk konst |
| --- |
| Världens ursprung av Gustave Courbet, målad 1866. - Betydelse – bildkonst med erotik som tema - Bakgrund – paleolitikum, mesolitikum, antikens Grekland - Relaterade begrepp – erotica, pornografi |

Erotisk konst är bildkonst med erotik som motiv – en form av erotica. Den beskriver avklädda kroppar eller potentiellt eggande situationer, som ett av flera olika konstnärliga uttryck. Detta skiljer den från ren pornografi, som har ett mer konkret mål att hetsa upp betraktaren.
Gränsen mellan de båda begreppen är dock otydlig och ofta subjektiv, och ibland markeras skillnaden mellan erotisk konst och pornografi genom att den ena passar att ställas ut på museer och den andra inte. Bildmakare som Jeff Koons och Robert Mapplethorpe har dock gjort karriär på att utforska och överskrida gränserna mellan de båda.
Bland erkända konstnärer som arbetat med erotiska motiv finns Correggio, Manet och Schiele. Surrealistiska konstnärer och författare som Balthus, Bataille och Buñuel använde sig ofta av det erotiska för dess möjlighet till chockverkan.

## Definition
I praktiken kan avgränsningen av erotisk konst vara tidsbunden, och beroende av sammanhang huruvida ett verk ses som erotisk konst eller pornografi. Skillnaderna kan ibland vara mycket små och leder fortfarande till debatt.
Antikviteter och äldre föremål anses ofta per definition ha ett kulturellt och konstnärligt värde, och insikten att även forntidens människor ofta beskrev sexuella handlingar och situationer har lett till censuråtgärder – inklusive kring det utgrävda Pompeji och Herculaneum.

## Historia

### Äldre tid
Erotiskt laddade kulturföremål har tillverkats sedan paleolitikum. En av de tidigaste är den kanske 37 000 år gamla Venus från Hohle Fels, en liten figurin med yppiga och överdrivna kvinnliga former.
Erotiska skildringar i bild tillverkades Mesopotamien på det tidiga 1000-talet f.Kr., bland annat på små terrakottaplaketter som återfunnits i tempel, gravar och bostäder. De är 1 500 år äldre än motsvarande skildringar i det indiska Kama Sutra och härrör från en 300-årsperiod då dessa små lertavlor – med en mängd olika sorters motiv – var på modet i det tidiga Babylonien.

### Grekland, Asien och Amerika
Från det antika Grekland finns bland annat keramik med bilder på satyrer med väl tilltagna och erigerade könsorgan. Det finns även exempel på avbildade samlag. Samtidigt var könsorganen på offentligt utställda skulpturer av nakna män i regel förminskade, för att de inte skulle dra till sig uppmärksamhen.
| Vänster: Babylonisk lerplakett från cirka 2000 f.Kr. Höger: Prekolumbiansk konst – statyett av onanerande kvinna – på museum i Ecuador. |  | Vänster: Babylonisk lerplakett från cirka 2000 f.Kr. Höger: Prekolumbiansk konst – statyett av onanerande kvinna – på museum i Ecuador. |
| Vänster: Babylonisk lerplakett från cirka 2000 f.Kr. Höger: Prekolumbiansk konst – statyett av onanerande kvinna – på museum i Ecuador. |  | |

Grekerna avbildade ofta dessa sexuella scenerier på diverse vardagliga objekt, exempelvis på vaser. Dessa vaser sägs vara dekorerade med pornografiska motiv, men kan även tolkas som verk med konstnärliga motiv. Därför skulle antikens Greklands vaser kunna vara några av världens äldsta erotica-verk.
Erotiska motiv finns på gamla lerföremål från Peru, inklusive från mochekulturen. Dessa föremål har förstå på senare år blivit tillgängliga för allmän visning på peruanska museer, efter flera sekel av religiöst förtryck av de lokala sederna från kristna makthavare. Liknande motiv finns även på reliefer från Indien. I Kina härrör den äldsta erotiska konsten från Handynastin, det vill säga 200 f.Kr.–220 e.Kr.
I Kina härrör den äldsta erotiska konsten från Handynastin, det vill säga 200 f.Kr.–220 e.Kr. Senare har Hokusai och andra shunga-konstnärer arbetat med erotiska motiv, och i modern tid är ecchi och hentai erotiska populärkulturgenrer med internationell spridning.

### Medeltiden, senare århundraden
Träskulpturer med nakna mans- eller kvinnokroppar är relativt vanliga i äldre kristna kyrkor i Europa. Ibland skapades de som en "träsnidarens hämnd", som en medveten provokation mot och övergrepp på det sakrala temat i gudstjänstlokalen, efter att skulptören inte fått sin avtalade lön. I regel finns dessa ofta små skulpturer på undanskymda platser i kyrkan.
Inom målarkonsten hade tavlor med erotiska motiv tidigt en koppling till mytologiska begrepp. På 1600-talet producerade Peter Paul Rubens en stor mängd målningar med ofta frodigt fylliga kvinnliga gestalter ur antika mytologiska världar. På den tiden var övervikt sexigt, och Rubens avklädda kvinnor tillhör de tyngre inslagen från det här århundradets erotiska konstproduktion.

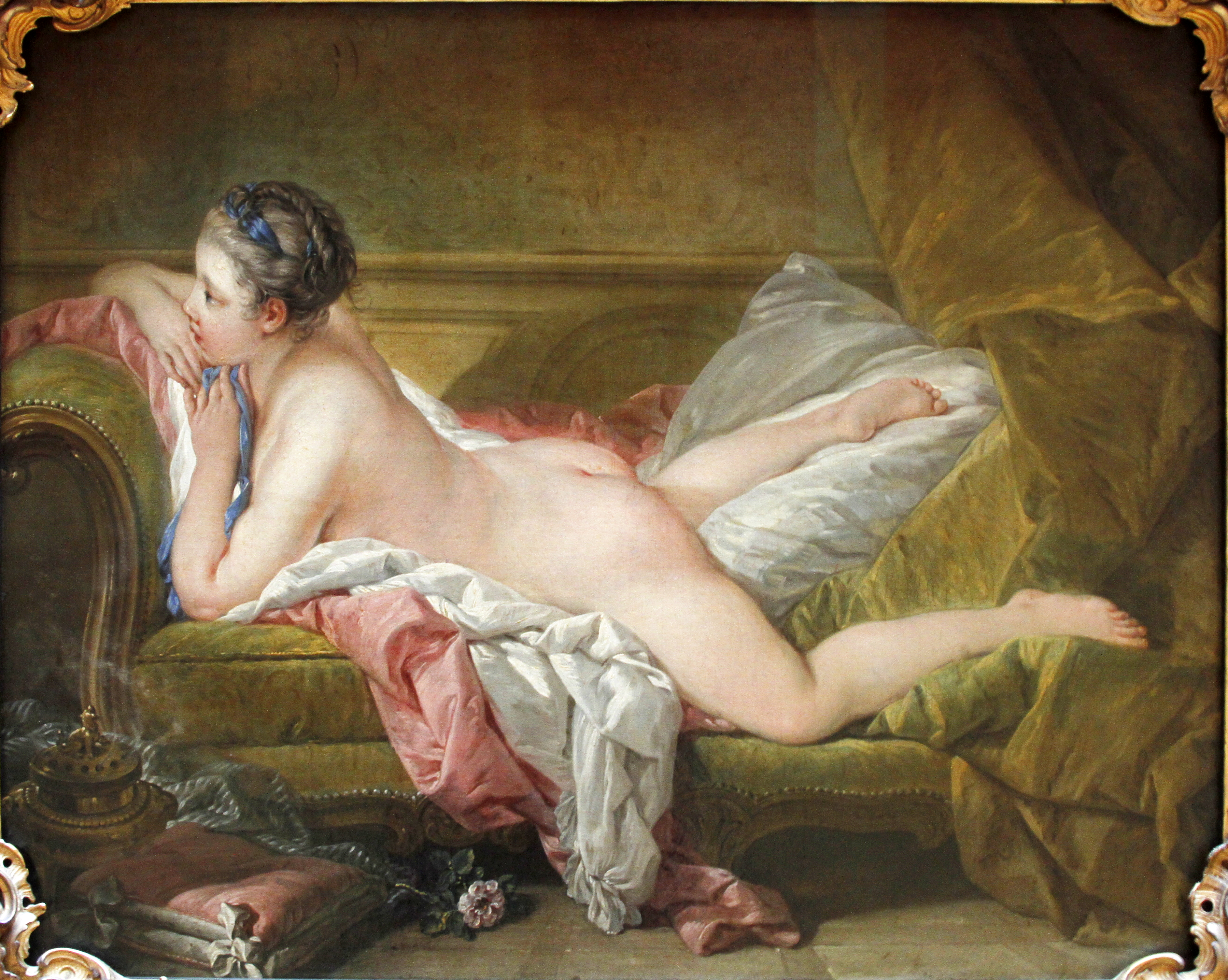
Vilande flicka av François Boucher (1752).

Johan Tobias Sergel gjorde under 1700-talet många erotiska skisser. I det franska hovet uppmuntrades rokokoperiodens konstnärer som François Boucher att måla bilder med erotiska motiv. Under samma århundrade målade man i Japan mer eller mindre erotiskt laddade shunga-bilder.

### 1800-talet
Under 1800-talet fortsatte produktionen av erotisk konst, både i öster- och i västerlandet. 1820 års Fiskarhustruns dröm av Katsushika Hokusai var inte bara erotisk – den mer eller mindre skapade den pornografiska stilen tentakelerotik. Ingres arbetade ofta med avklädda motiv, som i Det turkiska badet från 1852–1862. 1866 års Världens ursprung av Gustave Courbet fokuserade på ett kvinnligt kön och var för sin tid mycket vågad. Under samma tid provocerade Édouard Manet den franska konstvärlden med Frukost i det gröna och Olympia. Detta var vid en tid när fotokonsten började spridas, och realismen inom konsten föddes.

### 1900- och 2000-talet
1900-talet har inneburit stora förändringar för bildskapandet inom och utom konstvärlden. Surrealister som Salvador Dalí och Man Ray utforskade flitigt de bildmässigt provokativa uttrycken, och senare utmanade Jeff Koons och Robert Mapplethorpe gränserna mellan konst och pornografi. Även en hel del moderna kvinnliga konstnärer verkar inom det gränsområde mellan konst och pornografi som erotisk konst utgör. Bland de mer uppmärksammade finns Carolina Falkholt och Leah Shrager.
Inom konsten representerar nakenheten även andra saker än det rent erotiska. Det kan syfta på livet som sådant och avbildas i kombination med symboler för döden, som i det klassiska motivet Der Tod und das Mädchen eller Karl Backmans verk för The Museum of Porn in Art. Fotografen Robert Mapplethorpe försökte i sina bilder av exponerade kön avdramatisera nakenheten.
Sarah Lucas har i sin konst har efterliknat mänskliga könsdelar, som en feministisk kommentar till den mansdominerade konstvärlden, och Niki de Saint Phalle är ytterligare en kvinnlig konstnär där erotiken fått stort spelrum. Sedan 1970-talet har den manliga blicken och dess kulturhistoriska dominans kommit att ifrågasättas, med den kvinnliga pinuppan kontra den manliga makten i konstvärlden som delar av samma kultur.

## Samlingar
Erotica finns även på allmänna konstmuseer, men sällan kategoriserad just som erotica. Exempel på bildkonstnärer som återkommande arbetat med erotiska eller avklädda motiv är Rubens, Ingres (Det turkiska badet), Courbet (Världens ursprung) och Manet (Frukosten i det gröna och Olympia). Nakenheten i åtminstone äldre har kunnat moraliskt motiveras genom att de skildrat mytologiska händelser. Under 1800-talet föddes realismen inom konsten, och orientalismen ledde till att en mängd asiatiska uttryck för erotik spreds till Västerlandet.
En av världens största samlingar av erotica finns på Kinsey Institute i Bloomington i amerikanska Indiana. Uppgifterna om att Vatikanen byggt upp en stor samling med beslagtagen är en väl spridd myt, men Vatikanen arbetade länge på sin Index librorum prohibitorum. Den kanske största samlingen av erotica i norra Europa finns hos en privatperson i Stockholm.